# Альягиш
Альягиш (баш. Алъяғыш) — деревня в Казанчинском сельсовете Аскинского района Республики Башкортостан России.

## Население
| 2002 | 2009 | 2010 |
| ---- | ---- | ---- |
| 123  | ↘103 | ↘94  |

Согласно переписи 2002 года, преобладающая национальность — башкиры (79 %).

## Географическое положение
Расстояние до:
- районного центра (Аскино): 40 км,
- центра сельсовета (Старые Казанчи): 5 км,
- ближайшей железнодорожной станции (Куеда): 82 км.